# Porcospino (personaggio)
Il Porcospino (Porcupine), detto anche Porky, il cui vero nome è Alexander "Alex" Gentry, è un personaggio dei fumetti, creato da Stan Lee, H.E. Huntley (testi) e Don Heck (disegni), pubblicato dalla Marvel Comics. La sua prima apparizione è in Tales to Astonish (vol. 1) n. 48 (ottobre 1963).
È uno dei nemici di Ant-Man.

## Biografia del personaggio
Il Porcospino è uno dei nemici più letali di Ant-Man, ma nella sua carriera si è scontrato anche con Wasp, I Vendicatori, i Difensori, Capitan America, Iron Man, Hulk e Wolverine.
Spesso alleato al supercriminale Testa d'Uovo e gli Emissari del male composti da Anguilla, Rhino, Spadaccino e Power-Man.

### Le origini
Alex Gentry lavorava come designer di un ordigno in un centro militare del governo statunitense ma decise di sperimentare un'armatura come arma da guerra.
Si mise il vestito per effettuare una prova finale ma in seguito decise di utilizzare l'armatura per il crimine piuttosto che venderla.
Gentry continuò a perseguire una lunga e mediocre carriera criminale che lo portò a scontrarsi con numerosi eroi come i Fantastici Quattro, gli X-Men originali, Capitan America, i Difensori, Iron Man e il primo Calabrone (Pym in un'altra delle sue identità mascherate).
I loschi piani di Porcospino vengono regolarmente sventati da Ant-Man e Wasp prima e Giant-Man poi.

## Poteri e abilità
La sua prima armatura altamente impermeabile era composta da aculei letali di metallo e plastiche avanzate che lo facevano sembrare un mucchio di fieno ambulante, arriva a pesare 250 kg e può sopportare le piccole esplosioni.
I poteri di Gentry provengono dalla sua tecnologica armatura.
Il Porcospino indossa un elmetto che gli permette la visione notturna con una scorta d'aria di oltre 6 ore.
Gli aculei possono essere sferrati contro il nemico a fuoco rapido e sono progettati per esplodere o rilasciare gas soporiferi o scosse elettriche.
Tuttavia la seconda armatura del Porcospino conteneva lo stesso equipaggiamento della prima seppur con alcune migliorie, quasi del tutto ignote è in grado anche di volare grazie a piccoli Jetpack ed è equipaggiata con una maschera a Gas collegata a pannelli di controllo sotto la cintura e sotto i guanti.

## Altri media

### Televisione
Il Porcospino è apparso per la prima volta nel settimo episodio della miniserie televisiva del Marvel Cinematic Universe su Disney+ She-Hulk: Attorney at Law, interpretato da Jordan Aaron Ford.

### Videogiochi
Il Porcospino compare in un cameo in Marvel vs. Capcom 3: Fate of Two Worlds.